# 巴尔的摩-华盛顿都市区
巴尔的摩-华盛顿都市区（Baltimore–Washington metropolitan area）是一个联合统计区（部分相邻的大都市统计区被合称为联合统计区），它覆盖了巴尔的摩和华盛顿两大都市区。它是美国受教育程度最高、收入最高和第三大综合统计区，仅次于纽约-纽瓦克和洛杉矶-长滩。

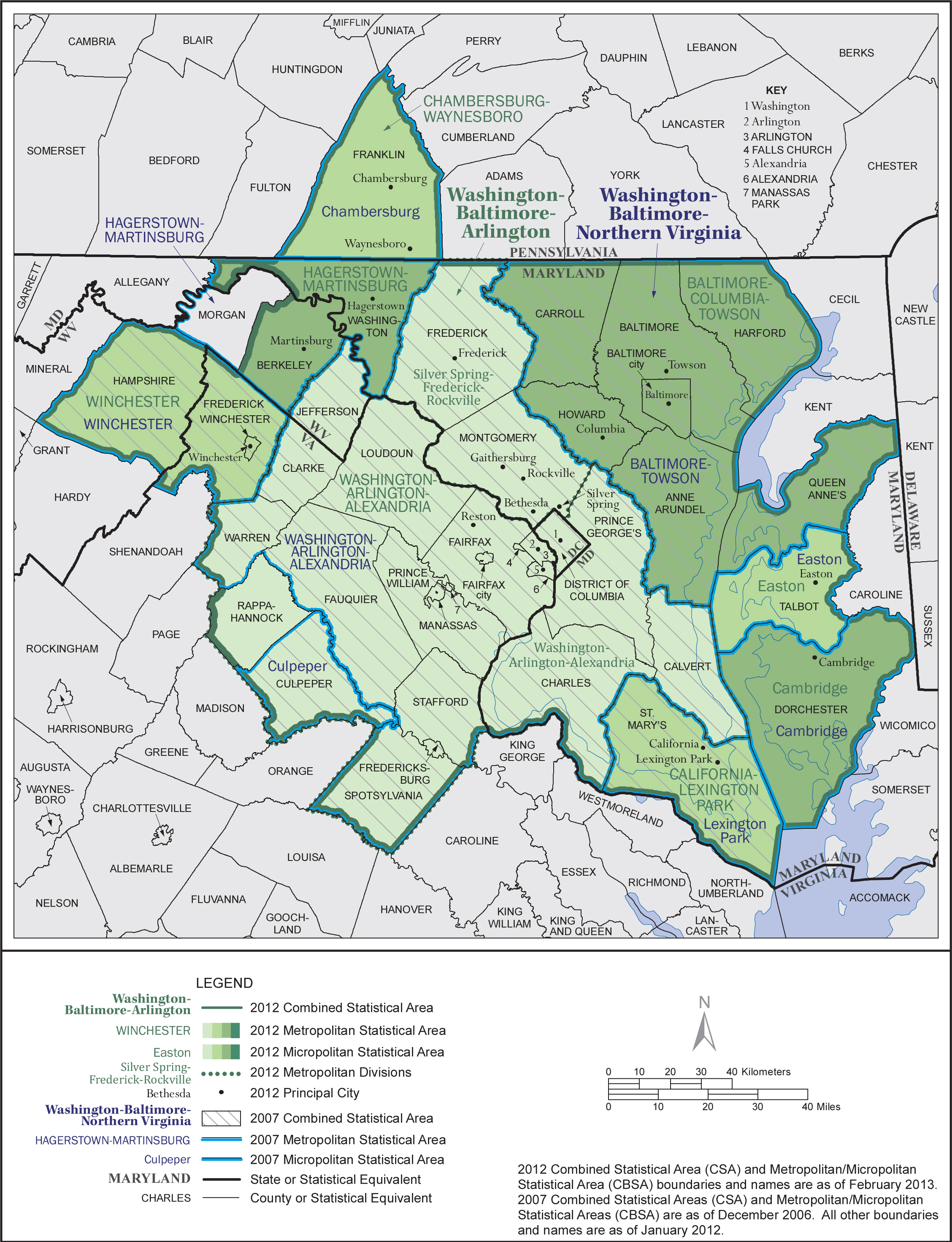
Map of the current OMB-designated Washington-Baltimore-Arlington, DC-MD-VA-WV-PA Combined Statistical Area.

## 组成部分
- 'Washington-Arlington-Alexandria, DC-VA-MD-WV Metropolitan Area (5,860,342)'

  - Silver Spring-Frederick-Rockville, MD Metropolitan Division (1,244,291)
    - 弗雷德里克县
    - 蒙哥马利县

  - Washington–Arlington–Alexandria, DC–VA–MD–WV Metropolitan Division (4,616,051)
    - 华盛顿哥伦比亚特区
    - 卡爾弗特縣
    - 查爾斯縣
    - 乔治王子县
    - 阿靈頓縣
    - 克拉克縣
    - 庫爾佩珀縣
    - 費爾法克斯縣
    - 福基爾縣
    - 勞登縣
    - 威廉王子縣
    - 拉帕漢諾克縣
    - 斯波特瑟爾韋尼亞縣 (維吉尼亞州)
    - 斯塔福德縣 (維吉尼亞州)
    - 沃倫縣 (維吉尼亞州)
    - 亚历山德里亚 (弗吉尼亚州)
    - 費爾法克斯 (維吉尼亞州)
    - 福爾斯徹奇 (維吉尼亞州)
    - 弗雷德里克斯堡 (弗吉尼亚州)
    - 馬納薩斯 (維吉尼亞州)
    - 馬納薩斯帕克 (維吉尼亞州)
    - 傑佛遜縣 (西維吉尼亞州)
- 'Baltimore–Columbia–Towson, MD Metropolitan Area (2,753,149)'

  - 巴爾的摩
  - 安妮阿倫德爾縣
  - 巴爾的摩縣 (馬里蘭州)
  - 卡洛爾縣 (馬里蘭州)
  - 哈福德縣 (馬里蘭州)
  - 霍華德縣 (馬里蘭州)
  - 安妮女王縣
- 'Hagerstown-Martinsburg, MD-WV Metropolitan Area (256,278)'
  - 華盛頓縣 (馬里蘭州)
  - 伯克利县 (西弗吉尼亚州)
- 'Chambersburg-Waynesboro, PA Metropolitan Area (151,275)'
  - 富蘭克林縣 (賓夕法尼亞州)
- 'Winchester, VA–WV Metropolitan Area (130,907)'
  - 弗雷德里克县 (弗吉尼亚州)
  - 溫徹斯特 (維吉尼亞州)
  - 漢普夏縣 (西維吉尼亞州)
- 'California-Lexington Park, MD Metropolitan Area (108,987)'
  - 聖瑪麗斯縣 (馬里蘭州)
- 'Easton, MD Micropolitan Area (38,098)'
  - 塔爾博特縣 (馬里蘭州)
- 'Cambridge, MD Micropolitan Area (32,551)'
  - 多徹斯特縣 (馬里蘭州)

## 主要城市列表
See List of cities in the Baltimore–Washington metropolitan area for a full list.。

### 巴爾的摩都會區
- 巴爾的摩
- 阿伯丁 (马里兰州)
- 安纳波利斯
- 貝萊爾 (馬里蘭州)
- Catonsville, Maryland（英语：Catonsville, Maryland）
- Cockeysville, Maryland（英语：Cockeysville, Maryland）
- Columbia, Maryland（英语：Columbia, Maryland）
- Dundalk, Maryland（英语：Dundalk, Maryland）
- Eldersburg, Maryland（英语：Eldersburg, Maryland）
- 埃利科特城
- Glen Burnie, Maryland（英语：Glen Burnie, Maryland）
- Lutherville-Timonium, Maryland（英语：Lutherville-Timonium, Maryland）
- Owings Mills, Maryland（英语：Owings Mills, Maryland）
- Pikesville, Maryland（英语：Pikesville, Maryland）
- Randallstown, Maryland（英语：Randallstown, Maryland）
- Reisterstown, Maryland（英语：Reisterstown, Maryland）
- Severna Park, Maryland（英语：Severna Park, Maryland）
- 陶森
- 威斯敏斯特 (馬里蘭州)
- Woodlawn, Maryland（英语：Woodlawn, Baltimore County, Maryland）

### 华盛顿哥伦比亚特区都會區[4]
- 华盛顿哥伦比亚特区
- 贝塞斯达 (马里兰州)
- 大學公園市
- 弗雷德里克 (马里兰州)
- 盖瑟斯堡
- Laurel, Maryland（英语：Laurel, Maryland）
- Potomac, Maryland（英语：Potomac, Maryland）
- 羅克維爾 (馬里蘭州)
- 银泉 (马里兰州)
- 上马尔伯勒 (马里兰州)
- 亚历山德里亚 (弗吉尼亚州)
- Annandale, Virginia
- 阿靈頓縣 (維吉尼亞州)
- Ashburn, Virginia
- Chantilly, Virginia
- 費爾法克斯 (維吉尼亞州)
- 福爾斯徹奇 (維吉尼亞州)
- 弗雷德里克斯堡 (弗吉尼亚州)
- Great Falls, Virginia
- Herndon, Virginia
- Leesburg, Virginia
- 馬納薩斯 (維吉尼亞州)
- 馬納薩斯帕克 (維吉尼亞州)
- Massaponax, Virginia
- McLean, Virginia
- Mt. Vernon, Virginia
- Reston, Virginia
- Springfield, Virginia
- Tysons, Virginia
- Vienna, Virginia

## 交通

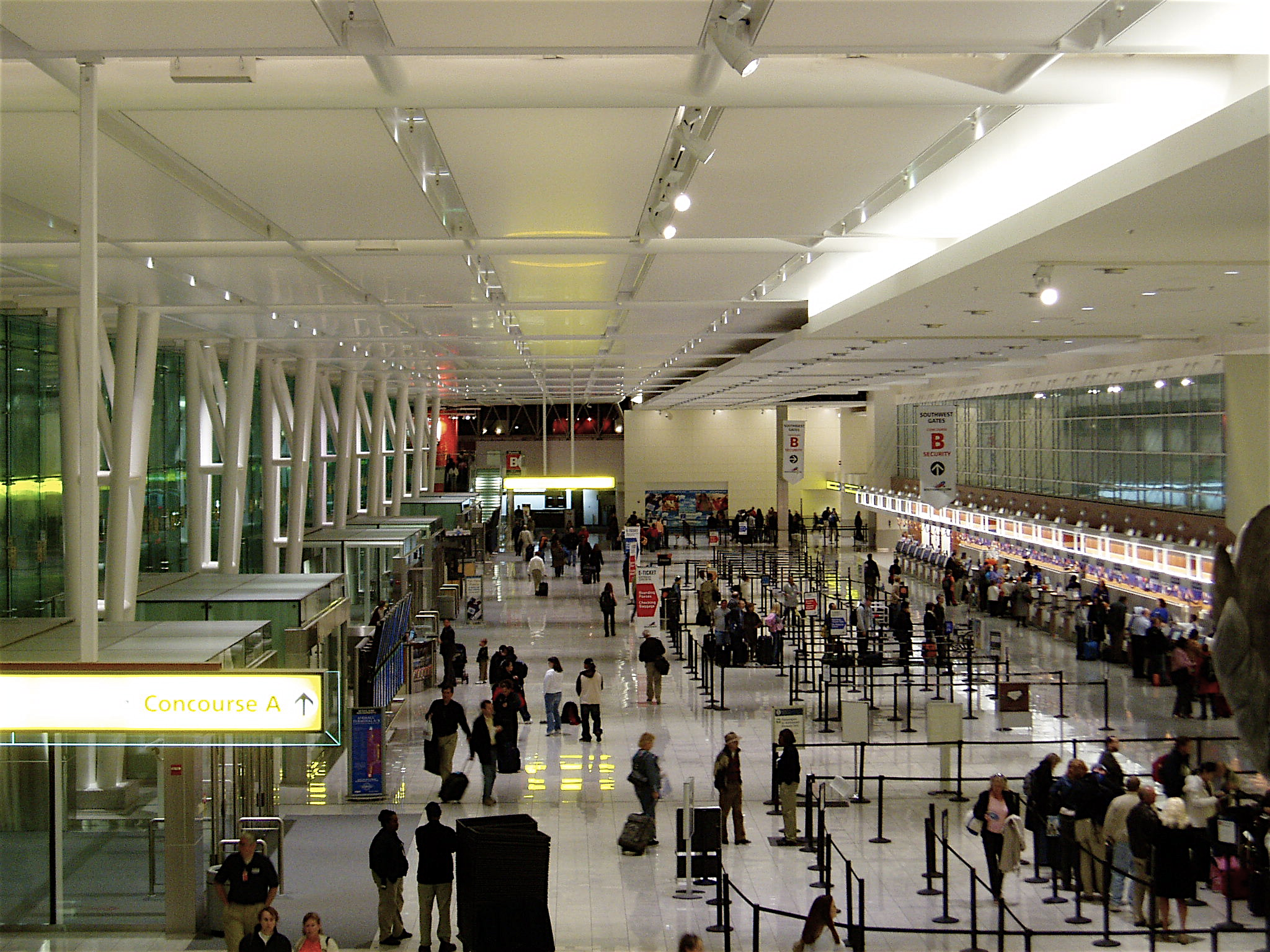
巴尔的摩华盛顿瑟古德·马歇尔国际机场

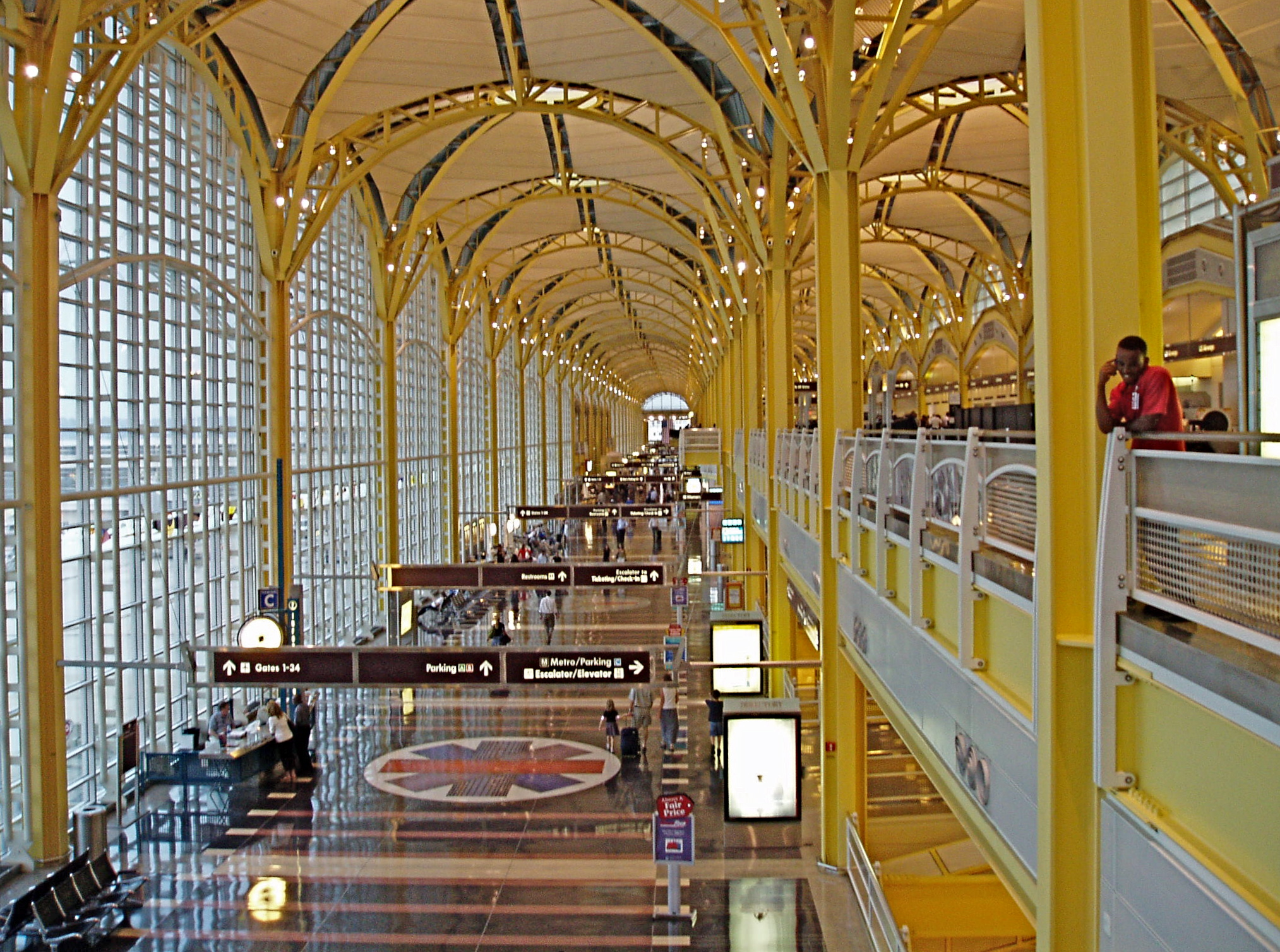
罗纳德·里根华盛顿国家机场

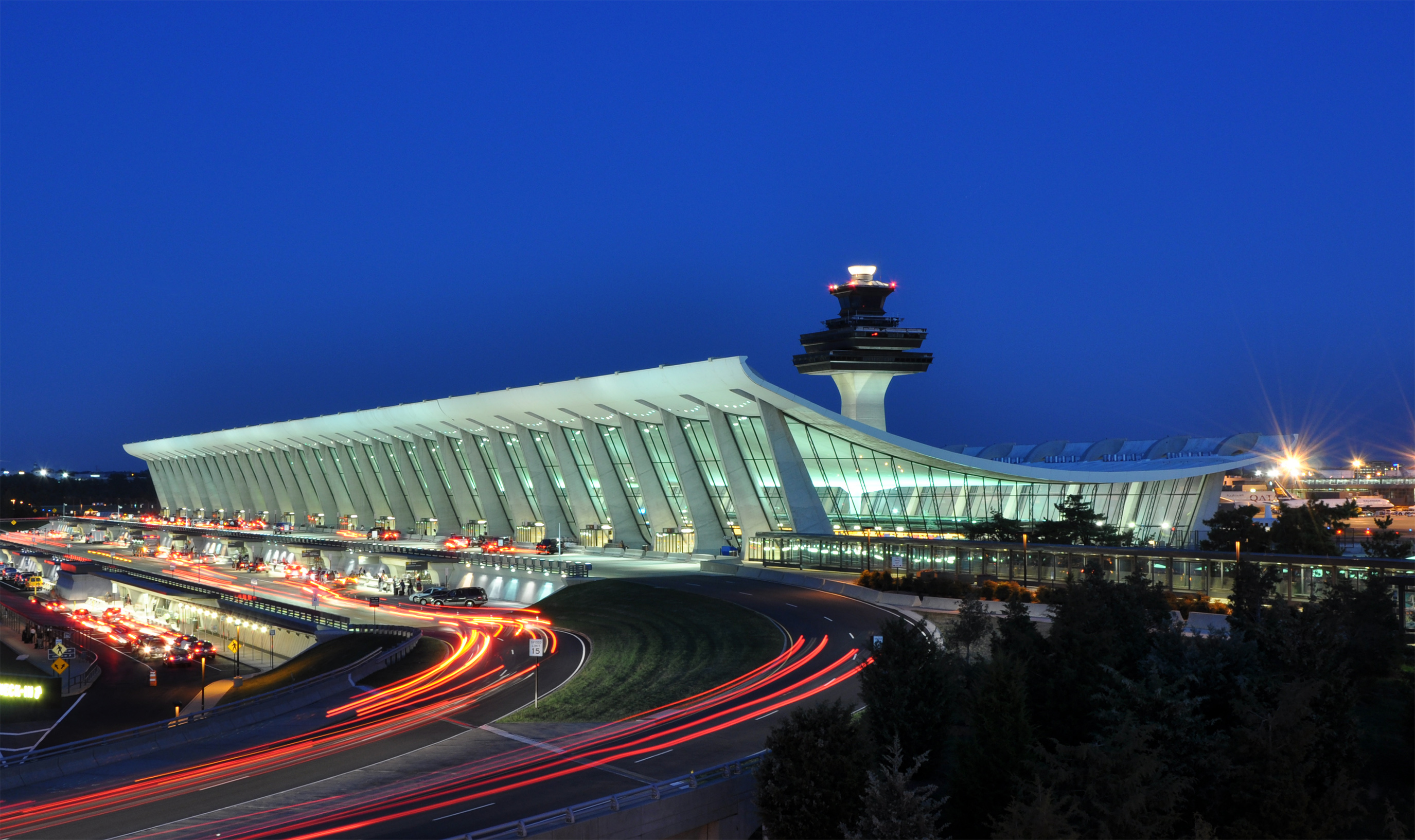
杜勒斯国际机场

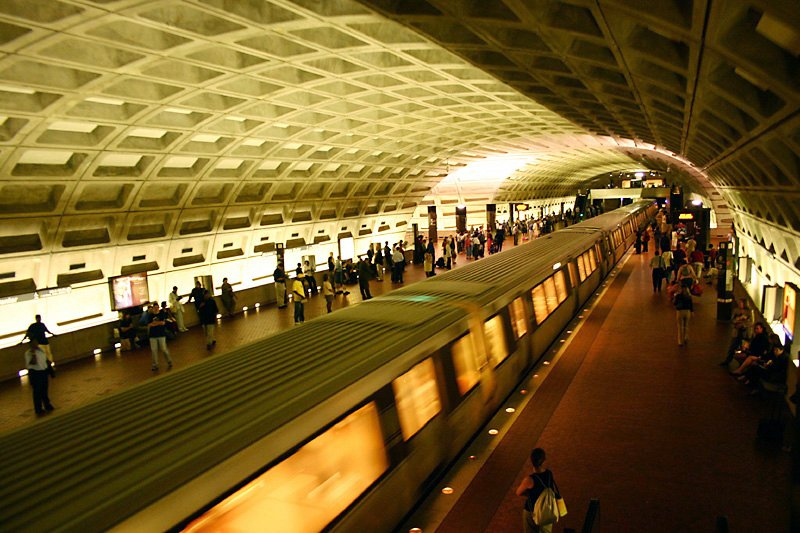
华盛顿特区地铁

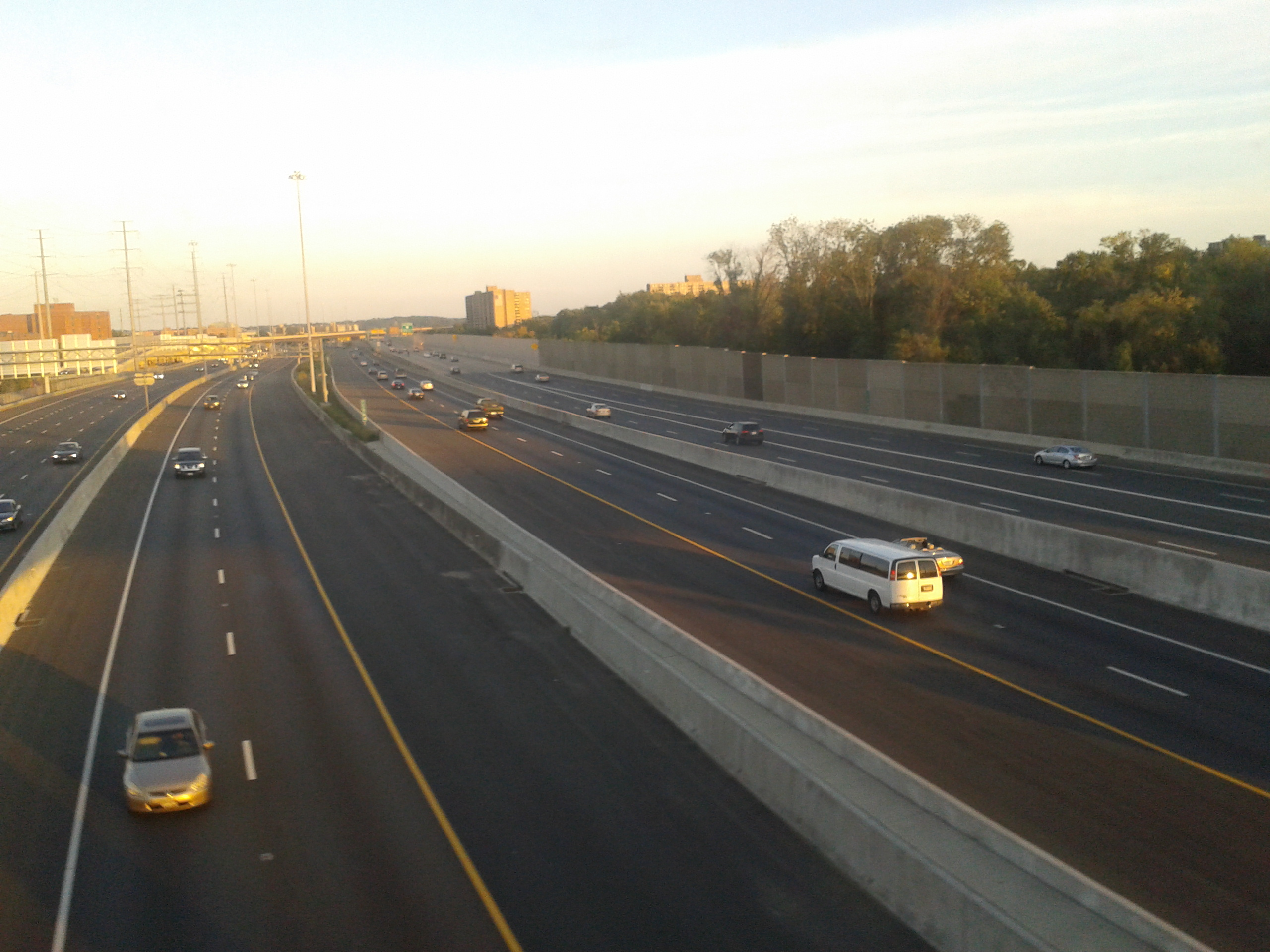
北弗吉尼亚州的首都环路 (I-495)

### 主要机场
- 巴尔的摩/华盛顿瑟古德·马歇尔国际机场 (安妮阿倫德爾縣 – closest to Baltimore and busiest in region（英语：List of airports in the United States by passengers boarded）)[5]
- 罗纳德·里根华盛顿国家机场 (阿靈頓縣 (維吉尼亞州) – closest to Washington.)
- 华盛顿杜勒斯国际机场 (Chantilly, Virginia - the region's main international airport.)

- 美鐵
- 華盛頓地鐵
- 維吉尼亞鐵路快線
- 馬里蘭區域通勤鐵路
- 巴尔的摩轻轨
- 巴尔的摩地铁
- Purple Line（英语：Purple Line (Maryland)） (future light rail)

### 主要高速公路
州际高速
- 66号州际公路
- 70號州際公路
- 81號州際公路
- 83號州際公路
- 95號州際公路
- 97号州际公路
- Interstate 195（英语：Interstate 195 (Maryland)）
- Interstate 270（英语：Interstate 270 (Maryland)）
- Interstate 295（英语：Interstate 295 (District of Columbia)）
- Interstate 370（英语：Interstate 370）
- Interstate 395 (District of Columbia-Virginia)（英语：Interstate 395 (District of Columbia-Virginia)）
- Interstate 395 (Maryland)（英语：Interstate 395 (Maryland)）
- 495号州际公路 (首都环线) (Capital Beltway)
- 595号州际公路 (马里兰州)
- Interstate 695 (District of Columbia)（英语：Interstate 695 (District of Columbia)）
- 695号州际公路 (马里兰州) (Baltimore Beltway)
- Interstate 795（英语：Interstate 795 (Maryland)）
- Interstate 895（英语：Interstate 895 (Maryland)）

美国国道
- 1号美国国道
- 11号美国国道
- 15号美国国道
- 29号美国国道
- 40号美国国道
- 50号美国国道
- U.S. Route 301（英语：U.S. Route 301）
- U.S. Route 340（英语：U.S. Route 340）

州道
- Maryland Route 2
- Maryland Route 4（英语：Maryland Route 4）
- Maryland Route 5（英语：Maryland Route 5）
- Maryland Route 26（英语：Maryland Route 26）
- Maryland Route 32（英语：Maryland Route 32）
- Maryland Route 100（英语：Maryland Route 100）
- Maryland Route 200（英语：Maryland Route 200） (InterCounty Connector)
- Baltimore–Washington Parkway（英语：Baltimore–Washington Parkway） (Maryland Route 295)
- Maryland Route 355（英语：Maryland Route 355）
- 3号弗吉尼亚州州道
- 7号弗吉尼亚州州道
- 9号弗吉尼亚州州道
- 28号弗吉尼亚州州道
- Virginia State Route 267（英语：Virginia State Route 267）
- Virginia State Route 286（英语：Virginia State Route 286） (Fairfax County Parkway)
- Virginia State Route 289（英语：Virginia State Route 289） (Franconia–Springfield Parkway)
- West Virginia Route 9（英语：West Virginia Route 9）